# Cmentarz prawosławny w Kosmowie
Cmentarz prawosławny w Kosmowie – nekropolia w Kosmowie, nad Bugiem, prawdopodobnie należąca początkowo do parafii unickiej, następnie prawosławnej.

## Historia i opis
Czas powstania cmentarza nie jest znany. Prawdopodobnie został on wytyczony w I połowie XIX w. na potrzeby unickiej cerkwi w Kosmowie. Najstarszy zachowany na terenie nekropolii nagrobek również pochodzi z czasów unickich, datowany jest na r. 1868. W 1875, gdy zlikwidowana została unicka diecezja chełmska, cmentarz w Kosmowie stał się nekropolią prawosławną i był w takim charakterze użytkowany do końca II wojny światowej (cerkiew św. Aleksandra Newskiego w Kosmowie została zniszczona jeszcze wcześniej, podczas akcji polonizacyjno-rewindykacyjnej w 1938). W kolejnych latach, po wywiezieniu ludności ukraińskiej wyznania prawosławnego z ziemi hrubieszowskiej, popadł w ruinę. Na początku XXI w. został odnowiony przez wolontariuszy z Towarzystwa dla Natury i Człowieka.
Na początku lat 90. XX wieku na cmentarzu istniało około trzydziestu kamiennych i żeliwnych nagrobków sprzed II wojny światowej; każdy był uszkodzony. Większość nagrobków ma formę krzyży prawosławnych lub łacińskich na postumentach z cerkiewnosłowiańskimi inskrypcjami, zdobionych wielostopniowymi gzymsami i tympanonami. Przetrwało również kilka krzyży drewnianych, a także zniszczony grobowiec w formie kopca.

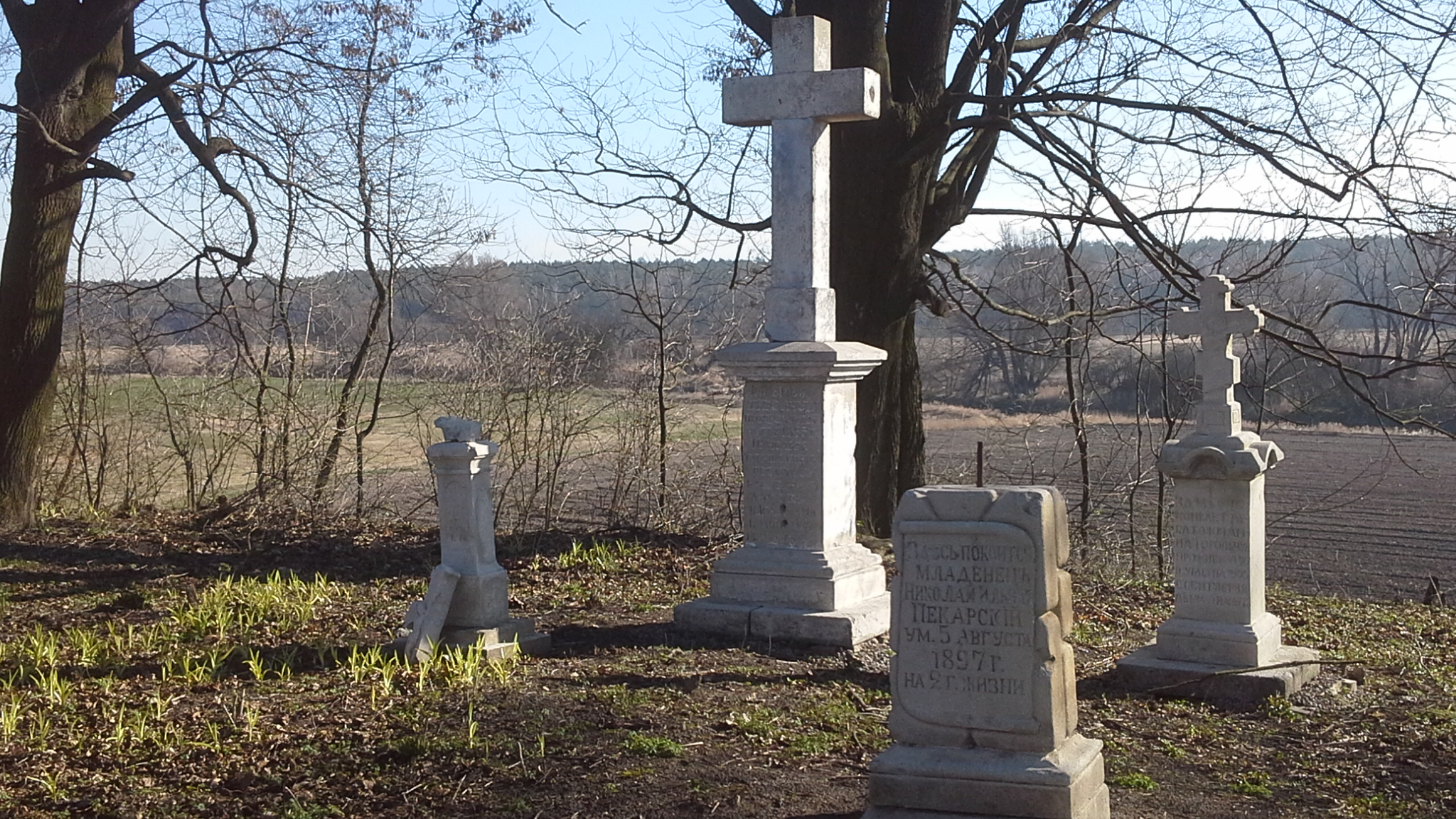
Grupa nagrobków z II poł. XIX w. Widoczny krzyż łaciński z 1868 – najstarszy nagrobek na cmentarzu
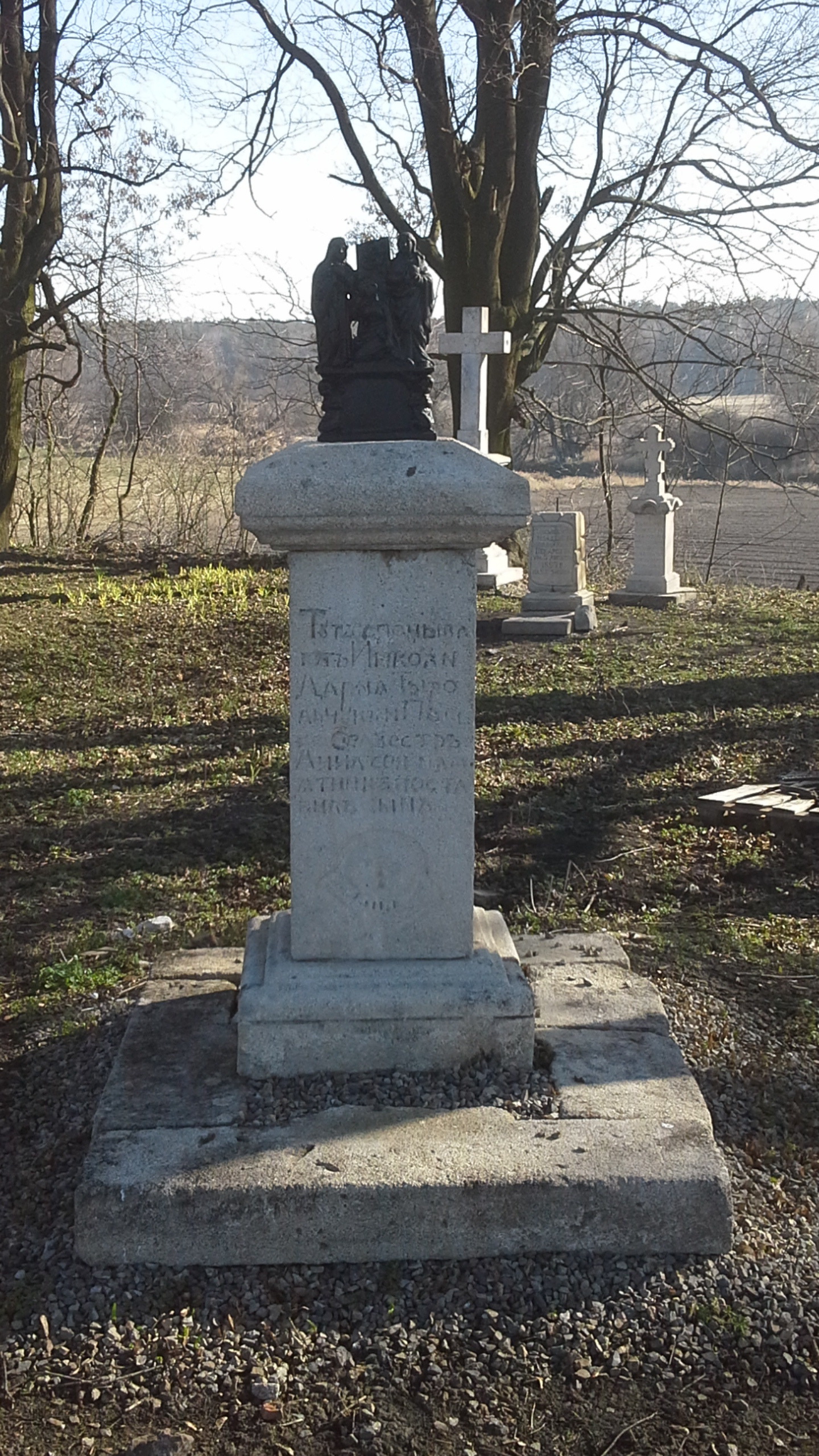
Nagrobek prawosławny z II poł. XIX w.
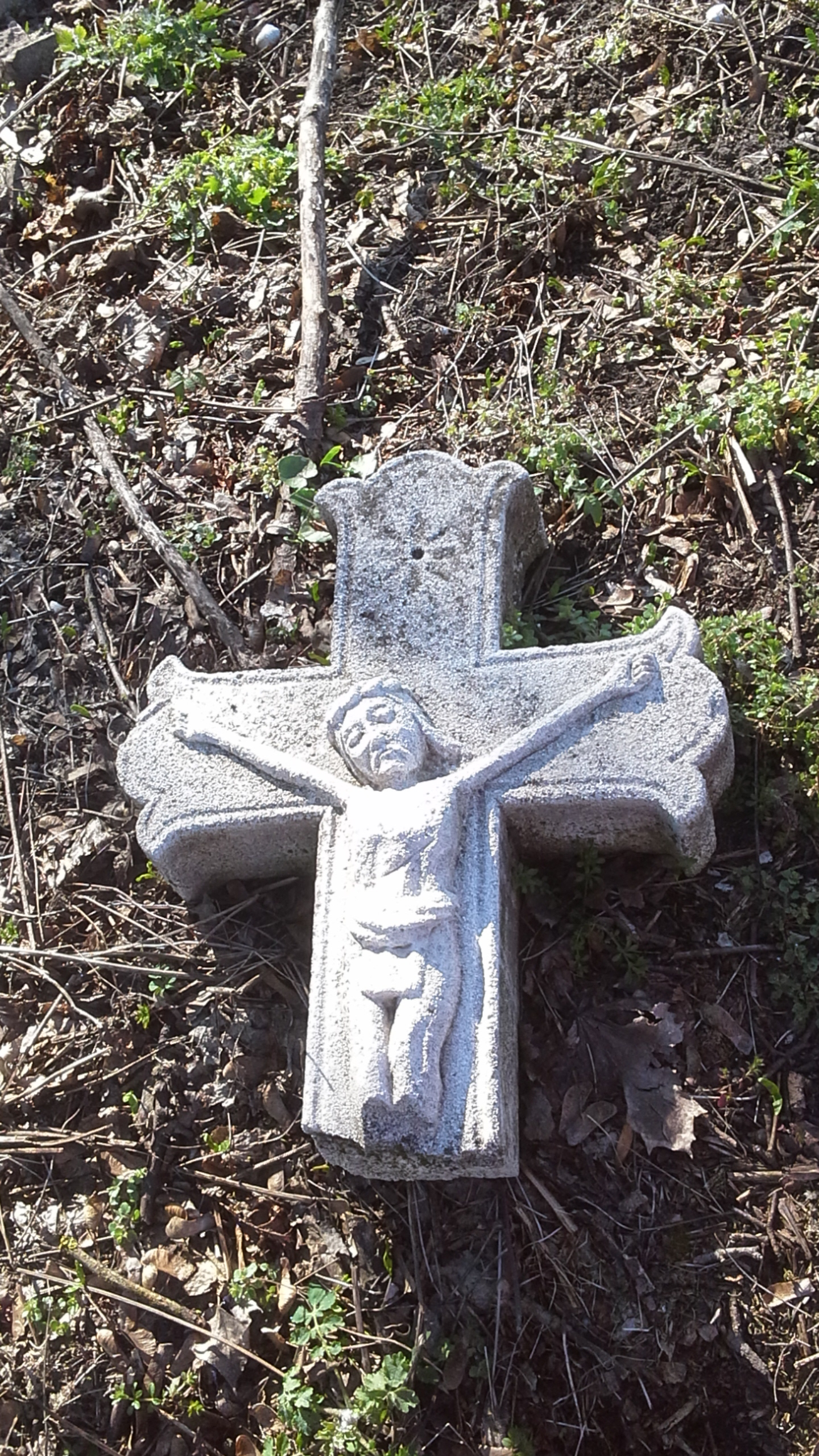
Zniszczony fragment nagrobka z ludowym krucyfiksem